# Dzbanów
Dzbanów (starop. Tbanouo, Tbanovo, niem. Banau) – wieś w Polsce położona w województwie dolnośląskim, w powiecie ząbkowickim, w gminie Bardo.

## Położenie
Dzbanów to wieś łańcuchowa o długości około 2 km, leżąca na granicy Gór Bardzkich i Przedgórza Paczkowskiego, na wysokości około 260–290 m n.p.m.

## Etymologia
Nazwa tej wsi ma korzenie w słowiańskim słowie "dzban", którego staropolska odmiana brzmiała czban.

## Historia
Wieś powstała prawdopodobnie w połowie XII wieku. W 1189 roku biskup wrocławski Żyrosław nadaje joannitom z Barda dziesięciny ze wsi Cebanov. W roku 1210 biskup Wawrzyniec, zakładając klasztor augustianów w Kamieńcu Ząbkowickim, przekazał mu jako uposażenie dziesięciny ze wsi Tbanovo. Biskup Tomasz I wzmiankuje wieś Tbanouo w 1260. Pierwszym znanym właścicielem Dzbanowa był niejaki Grabisza, któremu książę Bolko I świdnicki sprzedał las i ziemie położoną między Opolnicą i Bardem. W 1297 roku opat Otto kupił folwark w Dzbanowie dla klasztoru kamienieckiego, a w 1394 roku klasztor w Kamieńcu stał się właścicielem całej wsi. W 1836 roku w Dzbanowie powstała szkoła katolicka, a w roku 1838 wieś przeszła na własność Marianny Orańskiej. W 1840 roku były tu 74 budynki, dwór i folwark. Po 1945 roku Dzbanów nie zmienił swego charakteru i pozostał wsią rolniczą. W latach 1975–1998 miejscowość administracyjnie należała do województwa wałbrzyskiego.

## Zabytki
Do wojewódzkiego rejestru zabytków wpisany jest:
- dwór pochodzący z XVIII wieku.

Inne zabytki:
- zabudowania folwarku położone w zachodniej części wsi, pochodzące z XVIII i XIX wieku, ustawione wokół rozległego dziedzińca,
- kamienny krzyż pokutny z zakończeniami ramion typu koniczynkowego,
- liczne domy mieszkalne i zabudowania gospodarcze pochodzące głównie z XIX wieku.